# طابور

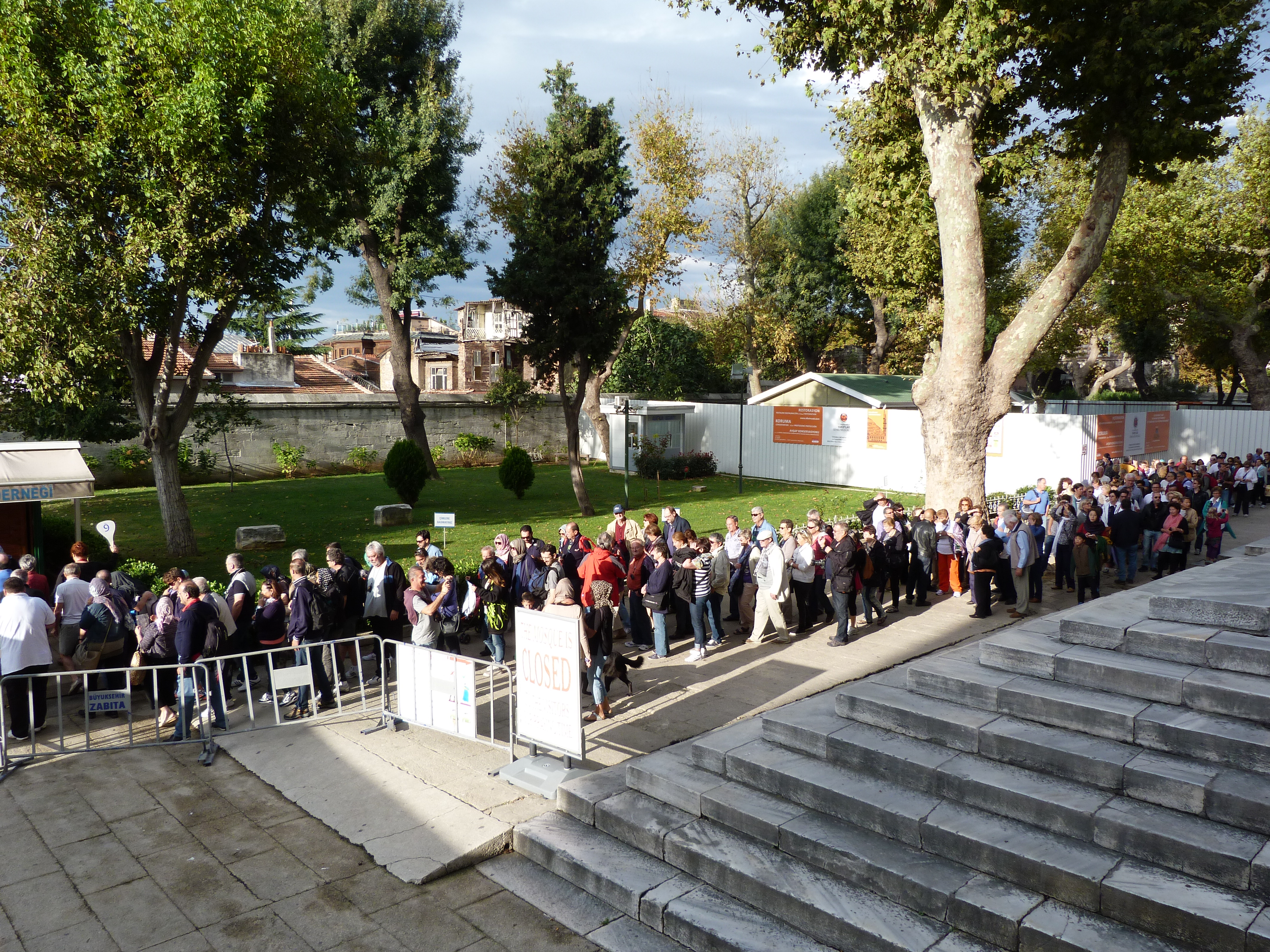
طابور من السياح أمام مسجد السلطان أحمد

الطابور هو رتل من الأفراد يتشكل عندما يأتي عدد من الأشخاص في نفس الزمن أمام مكان يقدم خدمات أو بضائع وفق مبدأ أولوية الوصول، ويضطرون للانتظار، لأن عدد مقدمي الخدمة أقل من عدد الطالبين لها.

## التأثيل
الطابور معربةٌ من «تابور» وهي كلمة تركيةٌ من العهد العُثماني وتعني جماعةً من العسكر يُرَاوِح عددهم بين ثمانمائةٍ وألفِ جنديٍ. والتركية أخذتها من البولونية وتعني فيلق، فرقة.